# Фолдинг белка
В биохимии и молекулярной биологии фо́лдингом белка (укладкой белка, от англ. folding) называют процесс спонтанного сворачивания полипептидной цепи в уникальную нативную (естественную, от англ. native) пространственную структуру (так называемая третичная структура).

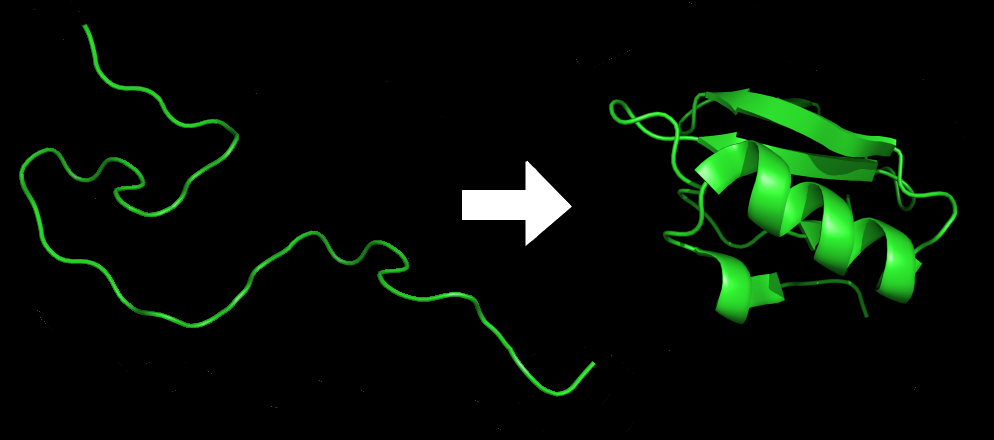
Переход первичной структуры полипептида (слева) в третичную структуру (справа)

Каждая молекула белка начинает формироваться как полипептид, транслируемый из последовательности мРНК в виде линейной цепочки аминокислот. У полипептида нет устойчивой трёхмерной структуры (пример в левой части изображения). Однако все аминокислоты в цепочке имеют определённые химические свойства: гидрофобность, гидрофильность, электрический заряд. При взаимодействии аминокислот друг с другом и клеточным окружением получается хорошо определённая трёхмерная структура — конформация. В результате на внешней поверхности белковой глобулы формируются полости активных центров, а также места контактов субъединиц мультимерных белков друг с другом и с биологическими мембранами.
В редких случаях нативными могут быть сразу две конформации белка (т. н. конформеры). Они могут сильно различаться и даже выполнять различные функции. Для этого необходимо, чтобы в разных областях фазового пространства белковой молекулы существовали два примерно равных по энергии состояния, каждое из которых будет встречаться в нативной форме с соответствующей вероятностью.
Для стабилизации третичной структуры многие белки в клетке подвергаются посттрансляционной модификации. Весьма часто встречаются дисульфидные мостики между пространственно близкими участками полипептидной цепи.
Для корректной работы белков весьма важна правильная трёхмерная структура. Ошибки сворачивания обычно приводят к образованию неактивного белка с отличающимися свойствами. Считается, что некоторые болезни происходят от накопления в клетках неправильно свёрнутых белков (более подробно это описано в статье Прионы).
В фолдинге участвуют белки-шапероны. И хотя большинство только что синтезированных белков могут сворачиваться и при отсутствии шаперонов, некоторому меньшинству обязательно требуется их присутствие.
Механизм сворачивания белков до конца не изучен. Экспериментальное определение трёхмерной структуры белка часто очень сложно и дорого. Однако аминокислотная последовательность белка обычно известна. Поэтому учёные пытаются использовать различные биофизические методы, чтобы предсказать пространственную структуру белка из его аминокислотной последовательности.